# علی تصدیقی
علی تصدیقی ( متولد ۱۷خرداد۱۳۶۲ ) کارگردان، فیلمنامه نویس، طراح جلوه های بصری و کالریست است.

## زندگی و حرفه
او در خرداد سال 62 در تهران به دنیا آمد، در رشته گرافیک کامپیوتری و کمک کارگردانی در دانشگاه علمی کاربردی تحصیل کرد ولی هیچ کدام را به پایان نرساند و از سال 1387 به صورت حرفه وارد صنعت سینما شد. او کار خود را با دستیاری هدیش بیگدلی شاملو طراح جلوه های بصری سینما در استودیو آوای نفس در کنار مستانه مهاجر و پژمان بازغی شروع کرد و در سال 88 در کنار هدیش شاملو برنده سیمرغ جلوه های بصری جشنواره فجر شد، از سال 90 به صورت مستقل شروع به طراحی جلوه های بصری کرد، در سال 93 دیپلم افتخار بهترین دستاورد فنی و هنری جشنواره بین المللی فیلم کودک را از آن خود کرد، او داور دو دوره جشن خانه سینما ( 94 و 95 ) بوده و عضو هیئت مدیره سازمان جهانی تبلیغات ( IAA ) و دبیر کمیته انیمیشن و جلوه های بصری این سازمان است. 
وی با دیجیتال شدن سینمای ایران در سال 95 شروع به اصلاح رنگ فیلم های سینمایی کرد، در سال 98 یک لابراتوار دیجیتال فیلم تاسیس کرد. در سال 98 رو به کارگردانی و ساخت فیلم کوتاه آورد و اولین فیلم کوتاه خود را با نام تردید، با بازی پژمان جمشیدی و نیلوفر کوخانی ساخت، اولین تجربه فیلم بلندش در سال 99 اتفاق افتاد و اولین فیلم سینمایی خود را در سال 1402 با بازی مهدی حسینی نیا و روشنک گرامی ساخت.

## فیلمشناسی

### کارگردان

#### فیلم بلند
- ۱۳ سالگی (۱۳۹۹)
- شاید جایی دیگر (۱۴۰۲)

#### فیلم کوتاه
- تردید (۱۳۹۸)
- کورسو (۱۴۰۱)

### فیلمنامه نویس

#### فیلم بلند
- ۱۳ سالگی (۱۳۹۹)
- شاید جایی دیگر (۱۴۰۲)

#### فیلم کوتاه
- تردید (۱۳۹۸)
- کورسو (۱۴۰۱)

### مدیر جلوه های بصری

#### فیلم
1. خیابان یکطرفه (۱۳۹۰)
2. زندگی خصوصی (۱۳۹۰)
3. شیش و بش (۱۳۹۰)
4. پس کوچه های شمرون (۱۳۹۱)
5. مروارید  (۱۳۹۱)
6. خاک و مرجان  (۱۳۹۱)
7. رژیم طلایی (۱۳۹۱)
8. همه چیز برای فروش (۱۳۹۱)
9. هفت دقیقه تا پاییز (۱۳۹۱)
10. انتهای خیابان هشتم (۱۳۹۱)
11. دو ساعت بعد، مهرآباد (۱۳۹۲)
12. آتیش بازی (۱۳۹۲)
13. نهنگ عنبر (۱۳۹۳)
14. کلاف (۱۳۹۳)
15. متروپل (۱۳۹۳)
16. آتش بس۲ (۱۳۹۳)
17. چرک نویس (۱۳۹۳)
18. زنده به گور (۱۳۹۳)
19. ژانویه خونین (۲۰۱۴)
20. شانس– عشق-تصادف (۱۳۹۳)
21. مردی که اسب شد (۱۳۹۳)
22. مادر قلب اتمی (۱۳۹۳)
23. مستانه (۱۳۹۳)
24. هدیه (۱۳۹۳)
25. هاری (۱۳۹۳)
26. نازنین (۱۳۹۳)
27. نیم (۱۳۹۳)
28. من یک ایرانیم (۱۳۹۴)
29. ترازوی بدون صفر(۱۳۹۴)
30. آبنبات چوبی (۱۳۹۴)
31. مالاریا(۱۳۹۴)
32. آدم باش(۱۳۹۴)
33. جنجال در عروسی (۱۳۹۴)
34. تتل و راز صندوقچه(۱۳۹۴)
35. قانقاری(۱۳۹۴)
36. نقش نگار(۱۳۹۴)
37. سوختن(۱۳۹۴)
38. پدیده(۱۳۹۴)
39. آس و پاس(۱۳۹۴)
40. قاتل اهلی (۱۳۹۵)
41. اسرافیل (۱۳۹۵)
42. یادم تورا فراموش (۱۳۹۶)
43. اولین تولد(۱۳۹۶)
44. امیر (۱۳۹۶)
45. آلان (۱۳۹۷)
46. گردو (۱۳۹۸)
47. کامیون (۱۳۹۸)
48. گنج سرخ(۱۳۹۸)
49. مشمشه (۱۳۹۸)
50. زمانی یک زن(۱۳۹۸)
51. زیر نور کم(۱۳۹۸)
52. زن ها فرشته اند ۲(۱۳۹۹)
53. تدفین (۱۳۹۹)
54. راند چهارم (۱۴۰۰)
55. شبگرد (۱۴۰۰)
56. نمور (۱۴۰۰)
57. آلفا و ربات نابودگر (۱۴۰۱)
58. خط نجات (۱۴۰۱)
59. لب خط (۱۴۰۱)
60. زن ها (۱۴۰۱)
61. شوماه (۱۴۰۱)
62. جوجه تیغی(۱۴۰۱)
63. شاید جایی دیگر(۱۴۰۲)
64. کوچه ژاپنی ها (۱۴۰۲)
65. مفت بر (۱۴۰۳)

#### سریال
1. نردبان آسمان (۱۳۸۸ - دستیار)
2. پایتخت ۲ و ۳ (۱۳۹۱)
3. سقوط آزاد (۱۳۹۱)
4. نابرده رنچ (۱۳۹۱)
5. هوش سیاه ۲ (۱۳۹۲)
6. بچه های نسبتاً بد (۱۳۹۲)
7. آسمان من (۱۳۹۳)
8. زخم (۱۳۹۳)
9. میکائیل (۱۳۹۴)
10. سالهای ابری (۱۳۹۴)
11. دودکش (۱۳۹۵)
12. علی البدل (۱۳۹۵)
13. گردان ابوذر (۱۳۹۷)
14. ممنوعه (۱۳۹۷)
15. رقص روی شیشه (۱۳۹۷)
16. دودکش ۲ (۱۳۹۹)
17. سودا (۱۴۰۰)

### اصلاح رنگ

#### فیلم
1. کلاف (۱۳۹۳)
2. چرک نویس (۱۳۹۳)
3. زنده به گور (۱۳۹۳)
4. ژانویه خونین (۲۰۱۴)
5. هدیه (۱۳۹۳)
6. هاری (۱۳۹۳)
7. نازنین (۱۳۹۳)
8. نیم (۱۳۹۳)
9. من یک ایرانیم (۱۳۹۴)
10. ترازوی بدون صفر(۱۳۹۴)
11. آدم باش(۱۳۹۴)
12. قانقاری(۱۳۹۴)
13. سوختن(۱۳۹۴)
14. یادم تورا فراموش (۱۳۹۶)
15. امیر (۱۳۹۶)
16. گردو (۱۳۹۸)
17. کامیون (۱۳۹۸)
18. گنج سرخ(۱۳۹۸)
19. مشمشه (۱۳۹۸)
20. زمانی یک زن(۱۳۹۸)
21. زیر نور کم(۱۳۹۸)
22. تدفین (۱۳۹۹)
23. راند چهارم (۱۴۰۰)
24. شبگرد (۱۴۰۰)
25. نمور (۱۴۰۰)
26. شهر هرت (۱۴۰۱)
27. خط نجات (۱۴۰۱)
28. لب خط (۱۴۰۱)
29. زن ها (۱۴۰۱)
30. شاید جایی دیگر(۱۴۰۲)
31. کوچه ژاپنی ها (۱۴۰۲)
32. مفت بر (۱۴۰۳)

### سریال
1. هوش سیاه ۲ (۱۳۹۲)
2. سالهای ابری (۱۳۹۴)
3. آمین  (۱۳۹۵)
4. علی البدل (۱۳۹۵)
5. گردان ابوذر (۱۳۹۷)
6. ممنوعه (۱۳۹۷)
7. رقص روی شیشه (۱۳۹۷)
8. سر زده (۱۳۹۹)
9. سودا (۱۴۰۰)
10. بند بازی (۱۴۰۱)

### تیتراژ
- شکلاتی (۱۳۹۶)